# 가미노쇼역
가미노쇼역(일본어: 上ノ庄駅 かみのしょうえき[*])은 일본 미에현 마쓰사카시에 위치한 도카이 여객철도 메이쇼선의 철도역이다. 단선 승강장 1면 1선의 구조를 갖춘 지상역이다.

## 이용 현황
| 연도     | 이용 인원 | 연도     | 이용 인원 |
| 1997년도 | 11        | 2006년도 | 19        |
| 1998년도 | 10        | 2007년도 | 17        |
| 1999년도 | 10        | 2008년도 | 14        |
| 2000년도 | 9         | 2009년도 | 12        |
| 2001년도 | 7         | 2010년도 | 11        |
| 2002년도 | 11        | 2011년도 | 8         |
| 2003년도 | 13        | 2012년도 | 12        |
| 2004년도 | 15        | 2013년도 | 12        |
| 2005년도 | 21        |          |           |
| -------- | --------- | -------- | --------- |

## 역 주변
- 긴키 닛폰 철도 야마다 선 마쓰가사키 역
- 이세 자동차도 마쓰사카 나들목

## 역사
- 1960년 8월 1일 : 일본국유철도의 역으로서 개업. 여객 영업만.
- 1987년 4월 1일 : 일본국유철도 분할 민영화에 의해, 도카이 여객철도가 승계.

## 인접 역
| 도카이 여객철도 메이쇼선 | 도카이 여객철도 메이쇼선 | 도카이 여객철도 메이쇼선 |
| ------------------------ | ------------------------ | ------------------------ |
| 마쓰사카 마쓰사카 방면   | ■ 메이쇼선               | 곤겐마에 이세오키쓰 방면 |